# Wonder of Women
Pour plus de détails, voir Fiche technique et Distribution.
Wonder of Women est un film américain réalisé par Clarence Brown, sorti en 1929.

## Fiche technique
- Titre : Wonder of Women
- Réalisation : Clarence Brown
- Assistant-réalisateur : Charles Dorian
- Scénario : Bess Meredyth et Marian Ainslee d'après Die Frau des Steffen Tromholt de Hermann Sudermann
- Photographie : Merritt B. Gerstad
- Montage : William LeVanway
- Musique : William Axt (non crédité), Arthur Lange (non crédité), Sam Wineland (non crédité)
- Direction artistique : Cedric Gibbons
- Costumes : David Cox, Howard Greer
- Pays de production : États-Unis
- Format : Noir et blanc - 1,37:1
- Genre : Film dramatique
- Date de sortie : 1929

## Distribution
- Lewis Stone : Stephen Trombolt
- Leila Hyams : Karen
- Peggy Wood : Brigitte
- Harry Myers : Bruno Heim
- Sarah Padden : Anna
- George Fawcett : Docteur
- Blanche Friderici : La gouvernante de Stephen Trombolt
- Wally Albright : Wulle-Wulle
- Anita Louise : Lottie
- Ullrich Haupt Sr. : Kurt